# 모토로라 96000
모토로라 96XXX(Motorola 96XXX) (흔히들 96000, 96K)는 모토로라사가 제조하는 DSP 칩 패밀리이다. 예전의 모토로라 56000 칩에 기반하고 있으며, 소프트웨어는 모로롤라 56000과 호환된다. 하지만, 완전한 32 비트 부동소수점 구현이 들어가 있다.
96000의 많은 기능적인 측면은 56000과 비슷하다. 56K는 두 개의 24 비트 데이터 및 8 비트 익스텐션 프로세서 레지스터를 56 비트짜리 애큐뮬레이터로 묶는 반면, 96K는 세 개의 32 비트짜리 레지스터를 96 비트짜리 애큐뮬레이터로 묶는다.
56K와는 달리 96000 "패밀리"는 현재 한 개의 모델로 구성되어 있다. 이름하야 96002이다. 56K처럼 성공하지는 못했고, 일시적으로만 생산되었다. 현재는 스타코어에 기반한 제품이 96000을 대체하고 있다.